# 2880 Ніхондайра
2880 Ніхондайра (2880 Nihondaira) — астероїд головного поясу, відкритий 8 лютого 1983 року.
Названо на честь Ніхондайра (яп. にほんだいら(日本平) ніхондайра)